# Tysvær
Tysvær és un municipi situat al comtat de Rogaland, Noruega. Té 10,925 habitants (2016) i la seva superfície és de 425,41 km². El centre administratiu del municipi és el poble d'Aksdal.